# Canzoni a manovella
Canzoni a manovella è il quinto disco registrato in studio da Vinicio Capossela per la CGD East West, pubblicato nel 2000.
A detta di molti critici si tratta del migliore album della sua carriera e tra i migliori dischi usciti in Italia negli ultimi anni.
Ecco come è stato descritto dall'autore: 
Le canzoni a manovella che noi abbiamo provveduto a inventare sono canzoni immaginarie. Per rappresentarle occorre che, dietro al sipario a soffietto ascensionale, si sia provveduta la strumentazione necessaria: grancasse sinfoniche, piani chiodati e a rullo, trombe a grammofono, chitarre, onde martinot, ululatori e stropicciatori a valvola, orchestrioni, corni da caccia, violini a tromba, turbanti, cilindri, sollevatori bulgari e aerostatici.
È un disco, questo, di cose che vengono dal profondo. Che affiorano a galla in scafandro e cilindro. È fabbricato con mezzi espressivi più leggeri dell’aria, tecnica di cui siamo sostenitori. Per realizzarlo ci siamo andati a trapiantare in uno studio di registrazione, come pinguini allo zoo. Non senza portare con noi mappe dettagliate e diverse parure di divise, che sempre ne subiamo l’affascinazione, e completi da banda e da riposo.
Ci si è ingozzati di emozione, e di suggestione, e di musiche, in una specie di abbuffata secolare e questo è in definitiva è il risultato. 
Credo non possa lasciare in pace nessuno. Ci sono arie e canzoni degne dei vostri nonni, filastrocche per i vostri piccini e nostalgie per tutti.
Ci sono marce, marcette, rebetici. E sono i tempi binari, quelli che hanno bisogno di due stampelle per avanzare, che sono sempre in viaggio, e poi quelli ternari, da brindisi, da giro di vals, un due e tre!! Quelli spezzati, gessati, sorpassati… E ancora treni e ferrovie, il vecchio west… Deragliato dietro le retrovie d’oriente, la rotta greca, e canzoni di guerra, geografiche… Patafisiche e canti di mariachi tzigani… Serenate, tramvai, rose e ombrelli. 
Tutto è perfettamente ballabile. Provate! Potete affittare il salone se volete, agghindato da parata, vestirvi da galà… L’orchestra ce l’abbiamo già messa noi! A disposizione. Senza badare a spese. 
I migliori professori e maestri e direttori e strumenti lucenti a volte, oppure polverosi e abbandonati. A fiato! A rullo! A pistoni! A molla! Auff!!
Il disco è stato presentato al Salone Transatlantico Contessa Biancamano presso il Museo nazionale della scienza e della tecnologia Leonardo da Vinci di Milano il 5 ottobre 2000. Ha inoltre ricevuto la Targa Tenco come Miglior Album in assoluto.

## Tracce
1. Bardamù – 4:31
2. Polka di Warsava – 0:43
3. Decervellamento – 4:11
4. Marajà – 3:25
5. Canzone a manovella – 4:52
6. I Pagliacci – 4:01
7. Marcia del Camposanto – 4:12
8. I pianoforti di Lubecca – 4:22
9. Suona Rosamunda – 3:30
10. Intermezzo – 0:41
11. Contratto per Karelias – 3:08
12. Solo mia – 3:39
13. Corre il soldato – 3:57
14. Signora Luna – 4:13
15. Con una rosa – 5:54
16. Nella pioggia – 3:51
17. Resto qua – 4:32

## Formazione

### Bardamù
- Vinicio Capossela - pianoforte, cannone
- Enrico Lazzarini - contrabbasso
- Luciano Titi - piano a rullo
- Mirco Mariani - grancassa
- Orchestra d'Archi scritta e diretta da Tommaso Vittorini

### Polka di Warsava
- Vinicio Capossela - piano
- Mirco Mariani - piatti e grancassa
- Luciano Titi - fisarmonica
- Roy Paci, Gigi de Gasperi, Giulio Rosa - ottoni

### Decervellamento
- Enrico Lazzarini - contrabbasso
- Mirco Mariani - batteria, woodblock
- Marc Ribot - banjo
- Luciano Titi - glockenspiel, fisarmonica
- Achille Succi - clarino, clarone
- Marco Brioschi - tromba
- Gigi de Gasperi - trombone
- Giulio Rosa - tuba
- Pasquale Minieri - granchivella
- Tommaso Vittorini - arrangiamento fiati

### Marajà
- Mirco Mariani - batteria
- Enrico Lazzarini - contrabbasso
- Giancarlo Bianchetti - chitarra elettrica
- Marc Ribot - chitarra solista
- EdodeArchiensemble - archi
- Achille Succi - clarino, clarone
- Marco Brioschi - tromba
- Gigi de Gasperi - trombone
- Giulio Rosa - tuba
- Fabrice Martinez - cymbalon, violino solista
- Luciano Titi - glockenspiel
- Tommaso Vittorini - orchestrazione archi e ottoni

### Canzone a manovella
- Luciano Titi, Tommaso Vittorini - bottiglie
- Vinicio Capossela - rotopiano
- Marc Ribot - chitarra sirena
- Mirco Mariani - grancassa, sonar, fischio
- Giancarlo Bianchetti - banjolino
- Enrico Lazzarini - contrabbasso
- Orchestra ottoni marinati - Tommaso Vittorini
- Ciurma: Manuel (Afterhours), Vincenzo Costantino, Peppino, Maurizio Andiloro

### I pagliacci
- Mirco Mariani - cassa a pedale
- Giancarlo Bianchetti - mandolino
- Luciano Titi - armonio, bottigliofono
- Vinicio Capossela - pianoforte, frusta
- Enrico Lazzarini - contrabbasso
- Marco Brioschi - tromba
- Achille Succi - clarino
- Giulio Rosa - tuba
- Gigi de Gasperi - trombone
- Ottoni arrangiati da Tommaso Vittorini

### Marcia del Camposanto
- Roy Paci - tromba
- Giulio Rosa - tuba
- Gigi de Gasperi - trombone
- Achille Succi - clarino
- Vinicio Capossela - piano a muro
- Marc Ribot - chitarra elettrica
- Giancarlo Bianchetti - chitarra elettrica
- Luciano Titi - organo
- Mirco Mariani - batteria
- Enrico Lazzarini - contrabbasso
- Ottoni arrangiati e condotti da Roy Paci

### I pianoforti di Lubecca
- Vinicio Capossela - pianoforti, rullo di Edison
- Pascal Comelade - fisarmonica giocattolo, piano giocattolo
- Mayumi Torikoshi - soprano

### Suona Rosamunda
- Edoardo De Angelis - violino
- Vinicio Capossela - pianoforte
- Luciano Titi - fisarmonica
- Marco Brioschi - tromba
- Achille Succi - clarino
- Gigi de Gasperi - trombone
- Mirco Mariani - tamburi
- Marc Ribot - chitarra rumorista
- Enrico Lazzarini - contrabbasso
- Arrangiamento: V. Capossela - T. Vittorini

### Contratto per Karelias
- Giancarlo Bianchetti - bass stick, chitarra elettrica
- Marc Ribot - banjo, chitarra ritmica
- Davide Graziano - batteria
- Achille Succi - clarino, clarino basso
- Giulio Rosa - tuba
- Luciano Titi - fisarmonica

- Mirco Mariani - coperchio

### Solo mia
- Giancarlo Bianchetti - chitarra
- Ares Tavolazzi - contrabbasso
- Marc Ribot - chitarra, chitarra elettrica
- Mirco Mariani - maracas
- Roy Paci - tromba
- Edoardo De Angelis - violino

### Corre il soldato
- Fabrice Martinez - violomba, violino
- Davide Graziano - batteria
- Enrico Lazzarini - contrabbasso
- Marc Ribot - chitarra elettrica, banjo
- Giancarlo Bianchetti - solo chitarra
- Luciano Titi - fisarmonica
- Achille Succi - clarino
- Roy Paci - tromba
- Vinicio Capossela - piano

### Signora Luna
- Ares Tavolazzi - contrabbasso
- Marc Ribot - chitarra, banjo, chitarra elettrica
- Giancarlo Bianchetti - chitarra elettrica
- Vinicio Capossela - chitarra ritmica

### Con una rosa
- Mirco Mariani - conga
- Ares Tavolazzi - contrabbasso
- Marc Ribot - chitarra
- Vinicio Capossela - pianoforte
- Marco Brioschi - tromba
- Gigi de Gasperi - trombone
- Orchestra scritta e diretta da Tommaso Vittorini

### Nella pioggia
- Vinicio Capossela - pianoforte
- Mirco Mariani - cineserie, piano giocattolo
- Enrico Lazzarini - contrabbasso
- Luciano Titi - fisarmonica
- Archi arrangiati e diretti da Tommaso Vittorini